# 鯨豚冠狀病毒
鯨豚冠狀病毒（學名：Cetacean coronavirus）是丙型冠狀病毒屬的一種病毒，最早在2008年被發現，包含白鯨冠狀病毒SW1（Beluga whale coronavirus SW1、BWCoV SW1）與瓶鼻海豚冠狀病毒HKU22（bottlenose dolphin CoV、BdCoV HKU22），分別感染白鯨與印太洋瓶鼻海豚。

## 研究歷史
鯨豚冠狀病毒最早於2008年在一隻死去的白鯨身上驗出，解剖顯示其肝臟有損傷，電子顯微鏡下觀察到肝細胞中出現約60–80奈米的圓形病毒顆粒，隨後其肝組織經病毒DNA微陣列分析顯示含有新種冠狀病毒，命名為白鯨冠狀病毒SW1（Beluga whale coronavirus SW1、BWCoV SW1），但不能確定是否即是在細胞中觀察到的病毒顆粒，也尚不清楚此病毒是否會在鯨魚身上造成疾病症狀。SW1病毒的基因組長約32000nt，為冠狀病毒中基因組較大者，包含14個開放閱讀框，除結構蛋白與複製酶之外還有八個輔助蛋白，其中一個輔助蛋白ORF6的序列與人類星狀病毒的衣殼蛋白序列相似，另一輔助蛋白ORF10的序列則與脲苷激酶相似，是第一種可能編碼脲苷激酶的病毒。
2014年，香港大學的研究團隊在三隻印太洋瓶鼻海豚的糞便樣本中發現了一丙型冠狀病毒，並將其命名為瓶鼻海豚冠狀病毒HKU22（bottlenose dolphin CoV、BdCoV HKU22），其基因組與SW1病毒高度相似，但刺突蛋白S與膜蛋白M的序列相似度較低，分別僅有約74%與85%，其中刺突蛋白差異的部分大多位於N端，即病毒感染時結合宿主細胞受體的部位，顯示此病毒與SW1病毒所使用的宿主受體可能有所不同。帶有此病毒的海豚皆未出現明顯症狀。此研究將SW1病毒與瓶鼻海豚冠狀病毒HKU22歸為丙型冠狀病毒屬的一新種鯨豚冠狀病毒（Cetacean coronavirus）。